# 1923 a filmművészetben

## Események
- szeptember 3. – A Paramount Pictures által szerződtetett Ernst Lubitsch bemutatja első amerikai játékfilmjét, a Rositát, amit a közönség elutasítóan fogad.
- október 19. – Berlinben megalakul a filmszakma csúcsszervezete (SPIO).
- október 24. – Az olasz fasiszta kormány rendeletben szigorítja meg a filmcenzúrát.
- Calzo Bini író Rómában megalapítja a fasiszta filmtársaságot, mely sikertelenül próbálja meg az olasz filmipart felvirágoztatni.
- Az emigrációs hullám által visszafejlődött magyar filmgyártás külföldről kap némi támogatást. A Corvin vállalat műterembérletből él.

## Sikerfilmek
1. The Covered Wagon – rendező James Cruze

## Filmbemutatók
- The Covered Wagon
- A párizsi Notre-Dame The Hunchback of Notre Dame, főszereplő Lon Chaney
- Safety Last! (Felhőkarcoló szerelem), főszereplő Harold Lloyd.
- The Ten Commandments, főszereplő Theodore Roberts; rendező Cecil B. DeMille
- Why Worry?, főszereplő Harold Lloyd
- A Woman of Paris, főszereplő Edna Purviance; rendező Charles Chaplin

## Magyar filmek
- Salgó Géza – Barbosul
- Gaál Béla – Diadalmas élet
- Lajthay Károly – Drakula halála
- Lajthay Károly – A három pofon
- Lajthay Károly – Leánybecsület
- Fejős Pál – Egri csillagok
- Kertész Dezső – Az elrabolt királyfi
- Balogh Béla – Fehér galambok fekete városban
- Balogh Béla – A lélek órása
- Deésí Alfréd – A két és fél jómadár

## Rövid film sorozatok
- Charlie Chaplin (1914–1923
- Buster Keaton (1917–1941)
- Our Gang (1922–1944)

## Animációs film sorozatok
- Felix the Cat (1919–1930)
- The Red Head Comedies (1923–1923).

## Születések
- január 7. – Pinkas Braun, színész, rendező
- január 11. – Jacqueline Maillan, színész († 1992)
- január 19. – Jean Stapleton, színésznő
- január 29. – Paddy Chayefsky forgatókönyvíró († 1981)
- február 2. – Bonita Granville, színésznő († 1988)
- február 12. – Franco Zeffirelli, rendező
- február 21. – Lola Flores, színésznő († 1995)
- február 28. – Charles Durning, színész
- április 12. – Ann Miller, táncos, színésznő († 2004)
- április 22. – Aaron Spelling, producer († 2006)
- május 7. – Anne Baxter, színésznő († 1985)
- július 22. – Mukesh, énekes († 1976)
- augusztus 3. – Jean Hagen, színésznő († 1977)
- augusztus 10. – Rhonda Fleming, színésznő
- szeptember 2. – Walerian Borowczyk, rendező († 2006)
- szeptember 7. – Peter Lawford, színész († 1984)
- szeptember 9. – Cliff Robertson, színész († 2011)
- szeptember 28. – Kabos László színész († 2004)
- október 5. – Glynis Johns, színésznő
- október 16. – Linda Darnell, színésznő († 1965)
- november 9. – Dorothy Dandridge, énekes, színésznő († 1965)
- november 28. – Gloria Grahame, színésznő († 1981)

## Halálozások
- január 18. – Wallace Reid színész
- március 26. – Sarah Bernhardt, francia színésznő (* 1844)